# Jill Tracy

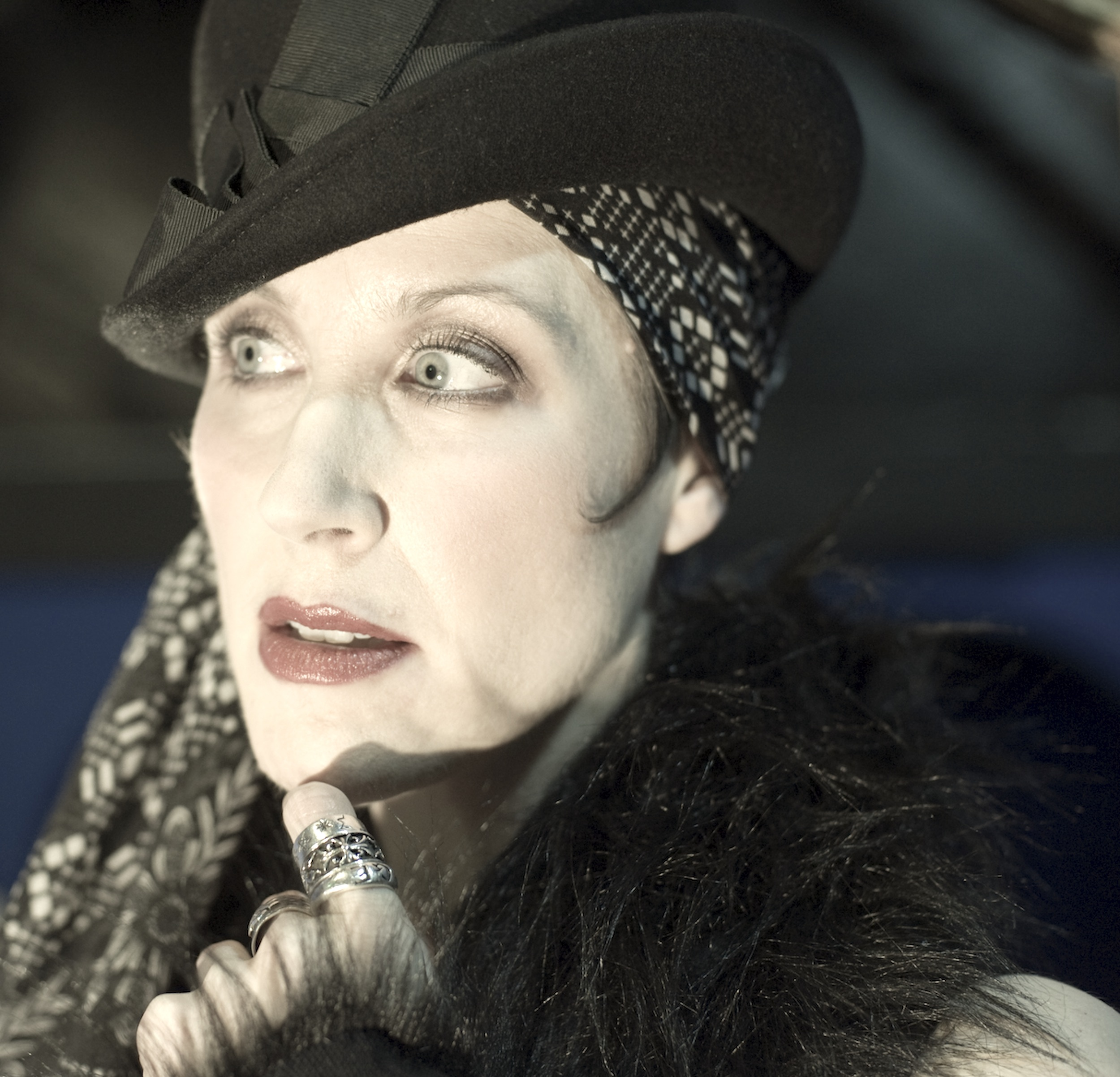
Jill Tracy

Jill Tracy é uma cantora, pianista, compositora e artista de San Francisco. Ela foi descrita pelo San Francisco Chronicle como "uma femme fatale para o homem que pensa". "Todas as coisas consideradas" tem chamado a sua "absolutamente intrigante, transportá-lo em um mundo mágico exclusivamente da sua criação". "Minha meta é abrir o alçapão, transportar o ouvinte em que lugar mágico dentro da minha cabeça ", disse Tracy, em uma entrevista com Susan Stamberg à National Public Radio. "Eu chamo-lhe o reino dos Mind's Eye". 
Jill Tracy afirma que algumas das suas maiores influências foram, na infância, diretores de filmes tais como Bernard Herrmann, clássico suspense e contos, incluindo Alfred Hitchcock e Fritz Lang filmes, histórias de Ray Bradbury, e The Twilight Zone de Rod Serling. 
Ela está listada no San Francisco Magazine Top 100 forças criativas na Bay Area, e foi nomeada para dois California Music Awards. 
Diabolic Streak (1999) é o primeiro estúdio apresentando seu ensemble O Malcontent Orchestra. À Evil Night Together de Diabolical Streak SIBL internacional foi atribuído o Grande Prêmio de composição. O álbum foi listado entre os "Top 10" Cabaret "Neo-álbuns de todos os tempos" na revista Shift.
The Fine Art of Poisoning, de Diabolical Streak tornou uma animação curta-metragem em 2003, uma colaboração da Bay Area com o animador Bill Domonkos. Segundo o site oficial de Jill Tracy (www.jilltracy.com), o filme ganhou mais de 30 prêmios e festival de cinema continua a ser exibido internacionalmente. 
A afinidade de Tracy com histórias macabras e ciência, incluindo a ressurreição das peças clássicas de Grand Guignol encenadas a partir de 1920 - colaborando com a trupe de teatro de São Francisco Thrillpeddlers, e bem conhecidos historiadores como Mel Gordon (Voluptuous Panic.) 
Seu mais recente (e quarto) álbum, The Bittersweet Constrain (2008), tem um clima de cinema mais pesado, com a adição de instrumentos exóticos, como o sarod, gaita, e o raramente visto Chapman Stick. A gravação também apresenta o mestre percussionista Randy Odell, tocador de sopro Ralph Carney (Waits/B52 Tom), violoncelista Erica Mulkey (Rasputina / Unwoman), violinista Tony Cruz (Tarentel). Produzido por Alex Nahas (John Vanderslice / Zoë Keating / LaughingStock), The Bittersweet Constrain tem sido descrito pela imprensa como "devastantemente bonito." 
Bill Domonkos atuou como diretor de arte e designer gráfico para The Bittersweet Constrain. A capa do CD mostra Jill Tracy num retrato surrealista, feito pelo aclamado fotógrafo Michael Garlington, conhecido pelo seu estilo macabro e surrealista.
Jill Tracy recebeu o prêmio de "Best of The Bay 2008" pelo San Francisco Bay Guardian. Os prêmiadores afirmam: "Há algo sobre a inimitável Jill Tracy que nos faz desfalecer como um ingênuo grupo de heroínas góticas em espartilhos demasiado apertados.

## Discografia

### Álbuns
- Quintessentially Unreal  (1996)

- Diabolical Streak  (1999)

- Into The Land of Phantoms  (2002)

### Compilações
- "Meantime" - Market Street, Best of Café du Nord (live)  (2000)

- "Evil Night Together" - (Songs Inspired by Literature) Artists for Literacy  (2002)

- "Evil Night Together"- Projekt’s A Dark Cabaret  (2005)

## Filmes
- In the Wake  (2001)  Jill Tracy faz a narração.

- The Fine Art of Poisoning  (2003) uma pequena colaboração com o animador Bill Domonkos

- Heavy Put Away  (2003) faz uma aparição como uma cantora de um nightclub e a música "Evil Night Together" é a tocada nos créditos finais.

- Ice Cream Ants  (2006) estrela como a sinistra Mona, canta/comp$oe a canção título "Pulling Your Insides Out"

- Dr. Jekyll and Mr. Hyde (2008) a música "Evil Night Togheter" faz parte da trilha sonora do filme.